# Lo Clot de la Unilla
Lo Clot de la Unilla és una llacuna endorreica caracteritzada per un règim d'inundació molt irregular. En anys secs gairebé no arriba a inundar-se, mentre que en anys plujosos, en canvi, l'espai pot abastar més de 30 hectàrees de superfície. A la zona s'hi va obrir un rec de drenatge per evitar l'estanyament de l'aigua. A més, una bona part de l'àrea és llaurada i sembrada. Actualment hi ha dos sectors que presenten habitualment làmina d'aigua: una bassa al sector NE i un sector allargassat central, resseguint el rec abans esmentat. La zona humida inclosa a l'inventari té una superfície de 23,73 hectàrees.
L'interès d'aquest espai rau sobretot en el seu origen endorreic i en els seus interessants hàbitats. Quan l'espai s'inunda destaca la presència d'una gran extensió recoberta per tres espècies d'algues caròfites, entre elles Chara connivens, molt rara. També s'hi ha localitzat Lythrum tribracteum, una litràcia característica de llacunes alcalines sobre sòls calcaris eutròfics, lleugerament salins, amb poques localitats als Països Catalans, i Ranunculus sardou ssp.trilobus, ranunculàcia característica de sòls salins més o menys humits, molt rara a les comarques interiors. En els marges de la rasa i vora les zones que conserven aigua habitualment hi ha un canyissar. També hi ha nombrosos tamarius, sobretot al sector N i NE.
Segons la cartografia dels hàbitats de Catalunya, en aquest espai hi ha els següents hàbitats d'interès comunitari, dos d'ells prioritaris.
- 1310 Comunitats de Salicornia i altres plantes anuals, colonitzadores de sòls argilosos o arenosos salins
- 1510 Comunitats halòfiles dels sòls d'humitat molt fluctuant
- 3140 Aigües estagnants oligomesotròfiques, dures, amb vegetació bentònica de carofícies
- 3170 Basses i tolls temporers mediterranis.

També s'hi ha citat l'hàbitat 92D0 Bosquines i matollars meridionals de rambles, rieres i llocs humits (Nerio-Tamaricetea).
Pel que fa a la fauna, tota la zona on es localitza aquest espai és important a nivell ornitològic. Hi ha referències de nidificació d'arpella (Circus aeruginosus), cames llargues (Himantopus himantopus), fotges (Fulica atra), cabusset (Tachybaptus ruficollis), ànec collverd (Anas platyrhynchos), sisó (Tetrax tetrax), torlit (Burhinus oedicnemus),etc. A més, és una àrea d'hivernada i descans durant els passos migradors d'anàtides, limícoles i d'altres ocells.
La zona compta amb recs de drenatge per afavorir la dessecació de l'estany i està sotmesa a diversos impactes relacionats amb els usos agraris, tant a l'entorn com dins del mateix espai (destrucció d'hàbitats, eutrofització i contaminació d'aigües, cremes de marges, etc.). Hi ha una activitat extractiva d'argiles molt propera a l'espai, que pot produir-hi efectes negatius (pols, soroll, impacte paisatgístic, etc.).
La Fundació Natura -a través del projecte "Estepes de Ponent-Planes de Lleida"- i l'entitat Egrell realitzen algunes activitats a la zona d'educació ambiental i suport a una agricultura compatible amb la preservació dels valors naturals de l'espai. S'ha instal·lat un petit mirador al N i hi ha també una torre destinada a la cria de xoriguer petit.
Lo Clot de la Unilla està inclòs dins l'espai de la Xarxa Natura 2000 ES5130035 "Plans de la Unilla". Hi ha també una zona d'exclusió de caça de 57 Ha, a l'entorn de l'espai, resultat d'un conveni amb la Societat de caçadors d'Almenar.
En aquest lloc web podem trobar informació ben resumida, clara i entenedora d'aquest espai: